# No Son of Mine
Singles de Genesis
Throwing It All Away I Can't Dance
No Son of Mine est un single du groupe Genesis extrait de l'album We Can't Dance. Il a été classé no 6 au Royaume-Uni et no 12 aux États-Unis. Il a été no 1 au Canada et no 3 en Allemagne.

## Histoire
La chanson parle d'un père abusif qui dit à son fils qu'il n'est pas de lui, une sorte de monstre dans sa famille ; l'idée en est venue à Phil Collins lorsqu'il improvisait lors de la composition de la musique.
Tony Banks a construit les arrangements avec un E-mu Emulator qui lui a permis d'échantilloner une partie de guitare de Mike Rutherford.

## Reprises
Daryl Stuermer, le guitariste-bassiste de Genesis en tournée depuis 1978, a enregistré la chanson sur son album Another Side of Genesis (2000).
Ray Wilson, qui avait remplacé Phil Collins comme chanteur de Genesis entre 1998 et 1999, reprend la chanson sur ses albums Live (2005), Genesis Klassik (2009), Stiltskin Vs.Genesis (2011), Genesis Classic (Live In Poznan) (2011) et ZDF@BAUHAUS (2018).
Le tribute band allemand Still Collins, formé en 1995, incorpore régulièrement la chanson dans son répertoire de concert,. Elle figure également sur ses albums Live - But Seriously! (2001) et The very Best of Phil Collins & Genesis Live (A tribute concert event) (2016).
La pièce est interprétée par le groupe hommage britannique Acoustic Moods sur l'album de reprises de Genesis par divers artistes A Tribute To Genesis - In Too Deep (2002), ainsi que par le groupe britannique Final Conflicts sur l'album The River Of Constant Change - A Tribute To Genesis (1995).
Elle apparait en version symphonique sur l'album The Royal Philharmonic Orchestra – Plays Genesis Hits And Ballads (1992).